# Konstantin Katuszew
Konstantin Fiodorowicz Katuszew (ros. Константи́н Фёдорович Ка́тушев, ur. 1 października 1927 we wsi Bolszoje Bołdino w guberni niżnonowogrodzkiej, zm. 5 kwietnia 2010 w Moskwie) – radziecki polityk, dyplomata, wicepremier ZSRR (1977-1982), członek KC KPZR (1966-1990), sekretarz KC KPZR (1968-1977).
W 1951 ukończył studia w Instytucie Politechnicznym w Gorkim (obecnie Niżny Nowogród) i został konstruktorem, później starszym konstruktorem, wiodącym konstruktorem i zastępcą głównego konstruktora w Gorkowskiej Fabryce Samochodów, od 1952 w WKP(b)/KPZR. 1957-1959 sekretarz Biura KPZR Wydziału Konstruktorsko-Eksperymentalnego Gorkowskiej Fabryki Samochodów, 1959-1961 II sekretarz rejonowego komitetu KPZR w Gorkim, 1961-1963 sekretarz fabrycznego komitetu KPZR, od 1963 do grudnia 1965 I sekretarz Komitetu Miejskiego KPZR w Gorkim. Od 27 grudnia 1965 do 18 kwietnia 1968 I sekretarz Komitetu Obwodowego KPZR w Gorkim, od 8 kwietnia 1966 do 2 lipca 1990 członek KC KPZR, a od 10 kwietnia 1968 do 24 maja 1977 sekretarz KC KPZR. 1972-1977 kierownik Wydziału KC KPZR ds. Kontaktów z Zagranicznymi Partiami Komunistycznymi i Robotniczymi Państw Socjalistycznych, od 16 marca 1977 do 29 lipca 1982 zastępca przewodniczącego Rady Ministrów ZSRR. Od 1977 do grudnia 1980 stały przedstawiciel ZSRR w RWPG, od 31 lipca 1982 do 22 listopada 1985 ambasador nadzwyczajny i pełnomocny ZSRR na Kubie, od listopada 1985 do stycznia 1988 przewodniczący Państwowego Komitetu ZSRR ds. Międzynarodowych Stosunków Gospodarczych. Od stycznia 1988 do listopada 1991 minister międzynarodowych stosunków gospodarczych ZSRR, następnie na emeryturze. Po rozpadzie ZSRR prezydent Komercyjnego Banku Akcyjnego „Diamant” w Moskwie. Deputowany do Rady Najwyższej ZSRR od 7 do 11 kadencji.

## Odznaczenia
- Order Lenina (trzykrotnie)
- Order Rewolucji Październikowej (30 września 1987)
- Order Odrodzenia Republiki (Kuba)